# خوان مانويل فيا
خوان مانويل فيا (26 سبتمبر 1938 بإشبيلية في إسبانيا - 5 يناير 2025) هو لاعب كرة قدم إسباني في مركز الهجوم. شارك مع منتخب إسبانيا لكرة القدم. أما مع النوادي، فقد لعب مع ريال سرقسطة وريال سوسيداد وريال مدريد كاستيا وريال مدريد.

## وصلات خارجية
- خوان مانويل فيلا على موقع قاعدة بيانات كرة القدم.إي يو (الإنجليزية)
- خوان مانويل فيلا على موقع ناشيونال فوتبول تيمز (الإنجليزية)
- خوان مانويل فيلا على موقع عالم كرة القدم.نت (الإنجليزية)